# (29423) 1997 AF22
(29423) 1997 AF22 là một tiểu hành tinh vành đai chính. Nó được phát hiện bởi Seiji Ueda và Hiroshi Kaneda ở Kushiro, Hokkaidō, Nhật Bản, ngày 9 tháng 1 năm 1997.